# بريان سوماري
بريان سوماري (بالفرنسية: Bryan Soumaré) هو لاعب كرة قدم فرنسي في مركز الوسط، ولد في 11 فبراير 1999 في سانت كونتين في فرنسا. لعب مع نادي ديجون.

## وصلات خارجية
- بريان سوماري على موقع قاعدة بيانات كرة القدم.إي يو (الإنجليزية)
- بريان سوماري على موقع ليكيب (الفرنسية)
- بريان سوماري على موقع Soccerway.com (الإنجليزية)
- بريان سوماري على موقع عالم كرة القدم.نت (الإنجليزية)